# Lanexang United FC
Der Lanexang United Football Club (laotisch: ສະໂມສອນລ້ານຊ້າງຢູໄນເຕັດ) war ein laotischer Fußballverein aus Vientiane. Nach der Saison 2016 und dem Gewinn der Meisterschaft wurde der Verein wegen Spielmanipulationen gesperrt.
Die Mannschaft war auch unter dem Nickname The White Ivories bekannt.

## Erfolge
- Lao Premier League: 2016
- The Minister Cup: 2015
- Mekong Club Championship: 2016 (2. Platz)

## Stadion
Seine Heimspiele trug der Verein im Lanexang Stadium in Vientiane aus. Das Stadion hat ein Fassungsvermögen von 4000 Personen.
| Koordinaten                       |
| --------------------------------- |
| 17° 53′ 59,7″ N, 102° 38′ 40,6″ O |

## Trainer seit 2014
| Name              | Zeit bei Lanexang United | Zeit bei Lanexang United |
| Name              | von                      | bis                      |
| ----------------- | ------------------------ | ------------------------ |
| Eduardo Almeida   | 1. Dezember 2014         | 1. Dezember 2015         |
| Nikola Kavazovic  | 2. Januar 2016           | 30. April 2016           |
| Leonardo Vitorino | 1. Mai 2016              | 28. Februar 2017         |

## Saisonplatzierung
| Saison | Liga               | Liga   | Liga | Liga | Liga | Liga  | Liga   | Liga     | Liga |
| Saison | Liga               | Spiele | S    | U    | N    | Tore  | Punkte | Position |      |
| ------ | ------------------ | ------ | ---- | ---- | ---- | ----- | ------ | -------- | ---- |
| 2014   | Lao Premier League | 18     | 10   | 3    | 5    | 28:23 | 33     | 5.       |      |
| 2015   | Lao Premier League | 20     | 15   | 3    | 2    | 67:16 | 48     | 2.       |      |
| 2016   | Lao Premier League | 26     | 24   | 1    | 1    | 92:14 | 73     | 1.       |      |

## Ausrüster und Sponsoren
| Jahr | Ausrüster   | Hauptsponsor          |
| ---- | ----------- | --------------------- |
| 2014 | KELA        | Intra Corporation     |
| 2015 | Koolsport   | Krung Thai Bank       |
| 2016 | Real United | Petroleum Trading Lao |